# François Devienne

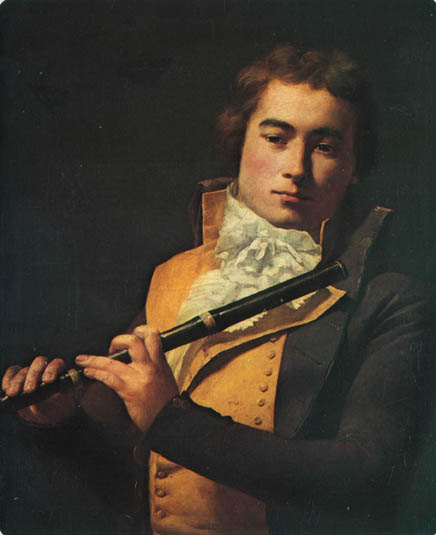
François Devienne

François Devienne (* 31. Januar 1759 in Joinville, Département Haute-Marne; † 5. September 1803 in Charenton-Saint-Maurice) war ein französischer Komponist und Flötist der Klassik.

## Leben
François Devienne wurde als siebtes von acht Kindern aus der zweiten Ehe des Sattlers Pierre Devienne geboren. Sein älterer Bruder brachte ihm bereits im frühen Kindesalter das Spiel mehrerer Instrumente bei, weiteren Unterricht erhielt er vom Organisten seines Heimatortes und im Chor (Maitrise) der Hauptkirche von Joinville. Mit zehn Jahren komponierte er bereits eine Messe, welche die Musiker des königlichen Kavallerieregiments Royale-Cravate aufführten.
1776 folgte er seinem älteren Bruder in die Hofkapelle von Karl II. August in Zweibrücken; er blieb dort bis 1778 und erhielt weiteren Unterricht. Ab Ende 1779 spielte François Devienne im Orchester der Pariser Oper Fagott, wo er wahrscheinlich für ein Jahr blieb. Er nahm weiteren Unterricht bei Félix Rault (1736–1800). Der Musikliebhaber und Mäzen Baron de Bagge sorgte in dieser Zeit für seinen Unterhalt.
Von 1780 bis 1785 war er Kammermusiker beim Kardinal Louis-René de Rohan. In dieser Zeit komponierte er Kammermusik, ein Fagottkonzert und mehrere Flötenkonzerte. Er war Mitglied in der Société Olympique, einer Freimaurer-Konzertgesellschaft mit eigenem großen Orchester, für die Joseph Haydn seine Pariser Sinfonien schrieb.
Sein Solistendebüt machte er 1782 bei den Concerts spirituels mit einem eigenen Flötenkonzert, 1784 spielte er dort eines seiner Fagottkonzerte, und ein Jahr später kamen seine Konzertante Sinfonie für Horn, Fagott und Orchester und die Konzertante Sinfonie für Oboe und Fagott dort zur Aufführung. Diese ersten Konzerte waren so erfolgreich, dass Devienne bis 1785 zwanzig weitere Auftritte bei dieser Institution hatte. 1791 wurde Devienne Erster Flötist an der Pariser Oper. Anfang der 1790er Jahre komponierte er sein erstes Bühnenwerk, Le marriage clandestin. Sein erster großer Opernerfolg war seine vierte Opéra-comique Les Visitandines von 1792, die ihn mit mehr als 200 Aufführungen schlagartig berühmt machte. Bis zum Ende des Jahrhunderts folgten weitere Opern, die mehr oder weniger erfolgreich aufgenommen wurden. Erst seine beiden letzten Bühnenwerke Les Comédiens ambulants (1798) und Le Valet des deux maîtres (1799) waren wieder große Publikumserfolge.
François Devienne war ein bedeutender Musikpädagoge, er gehörte zu den Lehrern der École gratuite de musique de la Garde nationale, einer kostenfreien Musikschule für die Kinder der Nationalgardisten, welche 1795 in Conservatoire de musique umbenannt wurde. Für Unterrichtszwecke schrieb er seine bedeutende Flötenschule Nouvelle Méthode théorique et pratique pour la flûte, die in der Mitte des 19. Jahrhunderts an die moderne Flöte angepasst wurde.
Von einem Nervenleiden befallen, kam Devienne 1803 in die Nervenklinik „Asile de Charenton“ (östlich von Paris), in der er kurz darauf verstarb.
In den 1960er und 1970er Jahren machte sich der französische Flötist Jean-Pierre Rampal durch zahlreiche Aufführungen und Einspielungen um die Wiederentdeckung der Musik Deviennes verdient.

## Werke
- 12 Opern
- 8 Konzertante Sinfonien
- 14 Flötenkonzerte
- 5 Fagottkonzerte
- 25 Quartette und Quintette für verschiedene Besetzungen.
- 46 Trios
- 147 Duos
- 67 Sonaten
- Seine Flötenschule Méthode de Flûte Théorique et Pratique von 1793 findet heute noch zur Erlernung zeitgenössischer Techniken Verwendung.

Werke für Blasorchester
- 1797 Le Chant du retour
- 1799–1800 Hymne pour l'éternité
- Ouverturen